# Fort Morgan (Alabama)
Pour les articles homonymes, voir Fort Morgan.
Fort Morgan est une communauté non-incorporée du comté de Baldwin (Alabama).
Elle fait partie de l'aire micropolitaine de Daphne–Fairhope–Foley.

## Géographie
La communauté se trouve à une altitude moyenne de 3 mètres.
La communauté se situe à l'ouest de Gulf Shores sur la Mobile Point.

### Climat
| Mois                                  | jan.             | fév.            | mars            | avril           | mai             | juin            | jui.            | août            | sep.            | oct.            | nov.            | déc.             | année            |
| ------------------------------------- | ---------------- | --------------- | --------------- | --------------- | --------------- | --------------- | --------------- | --------------- | --------------- | --------------- | --------------- | ---------------- | ---------------- |
| Température minimale moyenne (°C)     | 7                | 8               | 13              | 17              | 21              | 24              | 25              | 25              | 23              | 18              | 13              | 9                |                  |
| Température maximale moyenne (°C)     | 14               | 16              | 19              | 23              | 27              | 31              | 32              | 32              | 29              | 25              | 21              | 16               |                  |
| Record de froid (°C) date du record   | −12,8 21/01/1985 | −7,2 04/02/1996 | −5 02/03/1980   | 3,3 03/04/1987  | 11,7 09/05/1992 | 12,8 13/06/1979 | 20 18/07/2003   | 19,4 31/08/1985 | 11,1 14/09/1976 | 2,8 31/10/1993  | −4,4 30/11/1979 | −11,7 25/12/1983 | −12,8 21/01/1985 |
| Record de chaleur (°C) date du record | 23,9 02/01/1985  | 24,4 04/02/1989 | 26,7 23/03/1995 | 31,1 16/04/1998 | 35 30/05/1995   | 35,6 30/06/1978 | 38,3 29/07/1993 | 37,2 02/08/1986 | 35 06/09/2000   | 32,8 04/10/1986 | 28,9 04/11/2004 | 27,2 09/12/1978  | 38,3 29/07/1993  |
| Précipitations (mm)                   | 155,4            | 129,8           | 158,2           | 113,3           | 133,4           | 127,5           | 184,7           | 177             | 126,7           | 91,7            | 116,3           | 117,9            |                  |

## Sources

## Compléments